# Kajkavsko narječje
Kajkavsko narječje jedno je od triju narječja hrvatskoga jezika uz čakavsko i štokavsko. Naziv potječe od odnosno-upitne zamjenice kaj, jednake etimologije kao u slovenskom jeziku. Podrijetlom iz praindoeuropskog *kʷeh2, naknadno praslavenske zamjenice *ka̋ i osobne zamjenice *jь, u konačnici *ka̋jь. Srodne su etimologije latinski quā i litavski kur.

## Rasprostranjenost
Kajkavskim narječjem govori se u sjeverozapadnom dijelu hrvatskoga jezičnog prostora i Gorskom kotaru.
- Na sjeveru kajkavsko narječje graniči s mađarskim jezikom te prleškim i prekomurskim dijalektima slovenskog jezika.[3]
- Granica na zapadu ide državnom granicom sa Slovenijom od Sv. Martina na Muri, prema Humu na Sutli i Samoboru do Ozlja, ali ne uključuje zapadno zaleđe Samobora i Ozlja, odnosno Žumberačku oazu štokavskih govora.[3]
- Južna granica kajkavskog narječa nastavlja se od Ozlja, južno od toka Kupe, prema Karlovcu i Petrinji, uz južnu kajkavsku oazu Hrvatsko Selo, dalje južno od toka Save, nakon utoka Lonje u Savu, ali prije Jasenovca.[3]
- Istočna granica ide od Kutine prema Trnovitici i Čazmi, oko štokavske oaze okolice Čazme, prema Vrbovcu, Cirkveni i Cigleni, oko štokavskih govora okolice Bjelovara, prema Pitomači i Špišić Bukovici, istočno od granice s Mađarskom, do Gole i istočno od granice s Mađarskom u zaleđu Kotoribe i Goričana u Pomurju.[3]

- Goranski kajkavski govori prostiru se u Gorskome kotaru od Čabra do Fužina, prema Lokvama, Delnicama, Ravnoj Gori, Brod Moravicama, Lukovdolu i Ogulinu. Granice goranskih govora nisu čvrste jer je to područje intenzivnog kontakta kajkavskog, čakavaskog i štokavskog narječja.[3][1]

U dijaspori se kajkavskim narječjem služe Hrvati u Keči i Rekašu u Rumunjskoj, Hrvatskom Grobu u Slovačkoj, u Hedešinu i Homoku u Mađarskoj, u SAD-u u saveznoj državi Missouri, u zajednici Strawberry Hill u Kansas Cityju (potomci naseljenika iz Gorskoga kotara, točnije iz Lukovdola, Ribnika i Čabra).

### Povijesna rasprostranjenost
O kajkavštini kao formiranoj jezičnoj jedinici može se govoriti od 10. stoljeća tako da se povijesne granice kajkavskog narječja u pravilu određuju tek nakon toga razdoblja. Pretpostavljaju se jezične veze govornika praslavenskog jezika u razdoblju doseljavanja Slavena od 6. do 9. stoljeća, odnosno govornika (pra)kajkavskog i (pra)slovačkog jezika. Prekid tih jezičnih veza i povijesna sjeverna granica kajkavskog narječja uspostavlja se naseljavanjem govornika mađarskog jezika.
U 11. stoljeću pretpostavlja se istočna granica kajkavskog narječja na jugu Slavonije, u Posavini i središnjoj Slavoniji do Požeškog gorja. U slavonskoj Podravini kajkavština je istočno sezala do Podravske Slatine. Riječ je o prostoru za koji se sa sigurnošću može reći kako je bio kajkavski. Pretpostavljeni prijelazni kajkavsko-zapadnoštokavski govori istočnije od ovih područja mogli su sezati najdalje do Donjeg Miholjca. Ove povijesne granice izmjenjene su iseljavanjem starosjedilačkog stanovništva za turskog prodiranja polovicom 16. st. i doseljavanjem stanovništva s istoka Bosne, što uključuje govornike ijekavsko-šćakavskih govora i ikavsko-ijekavskih govora kod Virovitice, te iz istočne Hercegovine, što uključuje govornike većine novoštokavskih govora.
Povijesna južna granica kajkavskih i čakavskih govora protezala se od prostora današnjih goranskih govora, odnosno od Vrbovskog prema Generalskom Stolu, Petrovoj gori, Zrinskoj gori, južno od Kupe do Une kod Kostajnice.

## Razvoj

### Rano razdoblje do 11. st.
U doba doseljenja Slavena na područje današnje Hrvatske i Bosne (6. – 7. st.) ondje se govorio još razmjerno jedinstven praslavenski jezik.
Pretpostavlja se kako su se protojedinice budućih narječja već u razdoblju 7. i 8. stoljeća razlikovale po razvoju praslavenskih jotiranih dentala, *t' i *d' i po razvoju suglasničkih skupina *št' i *žd'.
| praslavenski | čakavska prajedinica        | kajkavska prajedinica  | zapadnoštokavska prajedinica | istočnoštokavska prajedinica |
| ------------ | --------------------------- | ---------------------- | ---------------------------- | ---------------------------- |
| *t'          | t' (not', pet')             | č (noč, peč)           | ć (noć, peć)                 | ć (noć, peć)                 |
| *d'          | /                           | j (meja, tuji), dž, đ  | đ (međa, tuđi), j            | đ (međa, tuđi)               |
| *št'         | št' (ognjišt'e, išt'ete), ś | šč (ognjišče, iščete)  | šć (ognjišće, išćete)        | št (ognjište, ištete)        |
| *žd'         | /                           | žj (dežja), ždž, žj, ź | žđ (možđani)                 | žd (moždani)                 |

Govori južnih Slavena idućih se stoljeća razvijaju u zapadnojužnoslavenske (pretci slovenskog, hrvatskog, srpskog, bošnjačkog i crgonorskog jezika) i istočnojužnoslavenske govore (pretci bugarskog i makedonskog jezika). Pretpostavlja se kako je slovenski jezik razvio jezične inovacije u 9. i 10. stoljeću kojima se odvojio od ostalih zapadnojužnoslavenskih govora nakon čega je slijedilo raslojavanje ostalih govora u kajkavsko narječje, čakavsko narječje, zapadnoštokavsko narječje i istočnoštokavsko narječje.
Jezična inovacija kojom se kajkavsko narječje izdvojilo od ostalih zapadnojužnoslavenskih govora jesu kajkavske metatonije, odnosno osnovna kajkavska akcentuacija koju je opisao Stjepan Ivšić 1936. godine. Definira se kao polazišno tronaglasni sustav (ȁ, â, ã), to jest razlika triju naglasaka: kratki naglasak, neocirkumfleks i neoakut. Većina kajkavskih govora i danas ima takav tronaglasni sustav.

### Srednje i novo razdoblje od 12. st.
U razdoblju do 15. stoljeća kajkavsko narječje razvija većinu dijalekata koji postoje i danas. Grananje na dijalekte događa se jezičnim inovacijama ili, suprotno, očuvanjem arhaičnih jezičnih osobina.
Dvije inovacije specifične za kajkavsko narječje nazivaju se kajkavskim jednadžbama i njihovi rezultati danas se rabe kao jedan od kriterija grananja kajkavskog narječja na dijelakte.
| Naziv                     | Opis                                            | Rezultati                                                       |
| ------------------------- | ----------------------------------------------- | --------------------------------------------------------------- |
| Prva kajkavska jednadžba  | Jednačenje zatvorenog e (ẹ) i poluglasa šva (ə) | e: mleko, denes; ẹ: mlẹko, dẹnẹs; ẹ/a (prigorski): mlẹko, danas |
| Druga kajkavska jednadžba | Jednačenje slogotvornog l (ḷ) i nazalnog o (ǫ)  | o: pot, vok; ou̯: pou̯t, vou̯ok; u: put, vuk, ọ: pọt, vọk,         |

## Dijalekti
| Aleksandar Belić (1927.)                                                                                         | Stjepan Ivšić (1936.) | Dalibor Brozović (1988.) | Mijo Lončarić (1996.) | Iva Lukežić (2012.) |
| --- | --- | --- | --- | --- |
| Kriterij podjele: konsonantizam - istočni - sjeverozapadni - jugozapadni Napomena: Zastarjela teoretska podjela. | Kriterij podjele: akcentuacija - Konzervativni govori - zagorsko-međimurski - donjosutlansko-žumberački - Revolucionarni govori - križevačko-podravski - turopoljsko-posavski Napomena: Stjepan Ivšić nije istražio kajkavske govore Gorskog kotara i ne uključuje ih u svoju podjelu. | Kriteriji podjele: akcentuacija i konsonantizam - zagorsko-međimurski - turopoljsko-posavski - križevačko-podravski - prigorski - donjosutlanski - goranski | Kriteriji podjele: akcentuacija i vokalizam - plješivičkoprigorski - samoborski - gornjosutlanski - bednjansko-zagorski - varaždinsko-ludbreški - međimurski - podravski - sjevernomoslavački - glogovničko-bilogorski - gornjolonjski - donjolonjski - turopoljski - vukomeričko-pokupski - donjosutlanski - goranski | Kriteriji podjele: akcentuacija i vokalizam - Središnji dijalekti - zagorsko-međimurski - križevačko-podravski - turopoljsko-posavski - Rubni dijalekti - sutlanski - prigorski - gorskokotarski - zapadnoslavonski† Napomena: Zapadnoslavonski dijalekt nestao u migracijama nakon 15.st. |

### Povijesni pregled
Dijalektološka proučavanja kajkavštine započela su potkraj 19. stoljeća. Ukrajinski jezikoslovac A. M. Lukjanenko napisao je prvu monografiju o kajkavskom narječju, Kajkavskoe narječie (Kijev, 1905.) na ruskom jeziku.
Aleksandar Belić predstavio je prvu podjelu kajkavskoga narječja na dijalekte 1927. godine u Narodnoj enciklopediji srpsko-hrvatsko-slovenačkoj po kriteriju refleksa praslavenskih glasova *t' i *d'. Ova podjela smatra se zastarjelom jer nema uporište u terenskim podatcima.
Stjepan Ivšić u svojoj raspravi Jezik Hrvata kajkavaca (1936.) kajkavske govore podijelio je po naglasnim značajkama u četiri skupine. Ivšić u svoju raspravu nije uključio goranske govore.
Dalibor Brozović kajkavsko narječje (1965. – 1988.) razdijelio je u šest dijalekata na osnovu podjela Belića, Ivšića i Hraste, odnosno na temelju naglasnih sustava i konsonantizma. 
Mijo Lončarić u monografiji Kajkavsko narječje (Zagreb, 1996.) podijelio je kajkavsko narječje na petnaest dijalekata po kriterijima naglasnih sustava i vokalizma.

## Odlike

### Glasovi

#### Naglasni sustav
Osnovna kajkavska akcentuacija koju je opisao Stjepan Ivšić 1936. godine definira se kao polazišno tronaglasni sustav (ȁ, â, ã). Razlikuju se kratki naglasak, neocirkumfleks i neoakut. Većina kajkavskih govora i danas ima takav tronaglasni sustav.
Dosad je za kajkavsko narječje definirano 22 različitih tipova naglasnih sustava od kojih 16 ima tri naglaska, 4 dva naglaska i 2 jedan naglasak.

#### Samoglasnici
| Osnovni kajkavski samoglasnički trokut | Osnovni kajkavski samoglasnički trokut | Osnovni kajkavski samoglasnički trokut | Osnovni kajkavski samoglasnički trokut | Osnovni kajkavski samoglasnički trokut |
| -------------------------------------- | -------------------------------------- | -------------------------------------- | -------------------------------------- | -------------------------------------- |
| i                                      |                                        |                                        |                                        | u                                      |
| ẹ                                      |                                        |                                        |                                        | ọ                                      |
|                                        | e                                      |                                        | o                                      |                                        |
|                                        |                                        | a                                      |                                        |                                        |

Osnovni kajkavski samoglasnički trokut sastoji se od 7 samoglasnika. Među pojedinim dijalektima došlo je do naknadnoga razvoja samoglasnika usporedno s razvojem naglasnog sustava tako da možemo pronaći kajkavske govore s 10 (Međimurje) do 12 samoglasnika (Plemenšćina).

#### Suglasnici
Zajednički ishodišni sustav suglasnika u svim kajkavskim govora jest:
| Mjesto tvorbe ►       | labijalni   | labijalni     | koronalni  | koronalni      | dorsalni  | dorsalni |
| ▼ Način tvorbe        | bilabijalni | labiodentalni | alveolarni | postalveolarni | palatalni | velarni  |
| nazali                | m           |               | n          | n              | ń         |          |
| plozivi               | p b         |               | t d        | t d            |           | k g      |
| frikativi             |             | f v           | s z        | š ž            |           | x        |
| afrikate              |             |               | c          | č              |           |          |
| aproksimanti          |             |               |            |                | j         |          |
| vibranti              |             |               | r          | r              |           |          |
| lateralni aproksimant |             |               | l          | l              | ļ         |          |

Pretpostavlja se kako je ovaj sustav u prošlosti (između 6. i 9. st.) sadržavao glasove t', d' i w.

### Morfologija
Kajkavska morfologija pojednostavljuje stanje naslijeđeno iz praslavenskog jezika. Pojednostavljenja u glavnini kajkavskih govora jesu: gubitak dvojine, smanjenje broja deklinacijskih tipova, gubitak vokativa, gubitak imperfekta i aorista, jedno glagolsko vrijeme za izražavanje budućnosti.
Gubitak dvojine jedna je od bitnih osobina kojom se kajkavsko narječje razlikuje od slovenskog jezika. U najvećem dijelu govora izgubljen je svaki trag dvojine, odnosno množinski oblici upotrebljavaju se za sve brojeve veće od 1, dok se u nekima razvija posebna konstrukcija s nominativom i akuzativom za brojeve dva, tri i četiri.  Prava dvojina za broj 2 može se pronaći u nekim goranskim govorima isključivo u nominativu i akuzativu. Da se pronaći i u Zagorju, u rijetkim govorima uz slovensku granicu. 

#### Imenice
Rezultati druge palatalizacije izgubljeni su u lokativu jednine, nominativu, lokativu i instrumentalu množine.
- Primjeri: vrag, vragi; noga, nogi

U genitivu množine muškog roda razvijen je nastavak -ov/-ev, odnosno -of/-ef. U genitivu množine srednjeg roda i imenicama e-deklinacije koristi se tzv. nulti nastavak -Ø.
|                                     | Nominativ jednine | Genitiv množine |
| ----------------------------------- | ----------------- | --------------- |
| muški rod                           | dečko             | dečkof          |
| srednji rod                         | selo              | sel             |
| e-deklinacija ženskog i muškog roda | krava             | krav            |

##### Sinkretizmi
Sinkretizam je stapanje različitih gramatičkih funkcija u jedan izraz, odnosno u kontekstu morfologije imenica, izjednačavanje više padeža u jednom obliku.

##### Sinkretizam vokativa i nominativa
Vokativ je nestao kao samostalan padež u većini kajkavskih govora i funkcionalno ga zamjenjuje nominativ. Ostatci vokativa mogu se pronaći u izrazima poput: Bože, Isuse.

##### DLI sinkretizam
Sinkretizam dativa, lokativa i instrumentala možemo pronaći u jednom dijelu kajkavskih govora. On je djelomičan u nekim međimurskim govorima i potpun u nekim bilogorskim govorima.

##### Slavonizam
Slavonizam je naziv za sinkretizam akuzativa i genitiva jednina u imenicama muškog roda, koje završavaju na suglasnik i koje označuju nešto neživo i nešto živo. Ovaj sinkretizam ne zahvaća sve kajkavske govore, a zajednički je i dijelu starih štokavskih govora u sjevernoj Slavoniji zbog čega nosi naziv slavonizam. Nisu pronađeni govori u kojima je ovaj sinkretizam potpun.
- Primjeri: Daj mi stolca. Sẹdni si na stolca.

#### Pridjevi
Za tvorbu komparativa koristi se nastavak -ẹš-, ponekad -ẹjš- ili -ej- u najvećem broju govora.
- Primjer: star, starẹši

#### Glagoli
Kajkavsko narječje je jedno od rijetkih slavenskih idioma koji čuvaju supin, uz slovenski i lužičkosrpski jezik. Koristi se kao dopuna glagolima kretanja.
- Primjer: Idem spat.

##### Glagolski pridjev radni
Glagolski pridjev radni koristi sufiks -l. U većini govora on je nepromijenjen, dok u ponekim sjeverozapadnim govorima prelazi u -ṷ, -w, -v ili -f.

##### Prezent
| Lice | jednina | množina                    | Primjer jednine | Primjer množine |
| ---- | ------- | -------------------------- | --------------- | --------------- |
| 1.   | -m, -n  | -mo, -mu, -me              | gledim          | gledimo         |
| 2.   | -š      | -te, -šte                  | glediš          | gledite         |
| 3.   | -Ø      | -u/-o, -e, -ju/jo, -du/-do | gledi           | glediju         |

##### Perfekt
U svim govorima perfekt se tvori of nesvršenog prezenta glagola biti i glagolskog pridjeva radnog.
- Primjer: Vidẹl sẹm.

##### Pluskvamperfekt
U nekim govorima postoji pluskvamperfekt koji se tvori od perfekta glagola biti i glagolskog pridjeva radnog.
- Primjer: Bil sẹm vidẹl.

##### Imperfekt i aorist
Imperfekt i aorist izgubili su se u kajkavskom narječju. Pretpostavlja se kako je aorist još bio prisutan u kajkavskom narječju u 16. st., a imperfekt samo kao dio kajkavskoga književnog jezika.

##### Futur
Futur se tvori od svršenog prezenta glagola biti i glagolskog pridjeva radnog.
- Primjer: Vidẹl bum.

## Pisani oblici
Od polovice 16. stoljeća do preporoda razvija se i upotrebljava kajkavski književni jezik. Ovaj pojam odnosi se na standardizirani oblik jezika koji se razlikuje od dijalektalne književnosti na individualnim dijalektima.
Klimpuški rukopis iz 1564. godine smatra se najstarijim kajkavskim zapisom (opisan kao čakavsko-kajkavski). Riječ je o rukopisnom zapisu molitve Oče naš i uskrsne pjesme Kristuš je gori ustal.
|                             | Najstariji kajkavski zapisi | Najstariji kajkavski zapisi | Najstariji kajkavski zapisi               | Najstariji kajkavski zapisi |
| Autor                       | Ime zapisa | Lokacija zapisa             | Datiranje                                 | Pismo zapisa                |
| --------------------------- | --- | --------------------------- | ----------------------------------------- | --------------------------- |
| Juraj Vuković               | Klimpuški rukopis |                             | 1564.                                     | bosančica                   |
| Ivanuš Pergošić             | Decretum koteroga je Verbeci Ištvan dijački popisal                                                                                           | Nedelišće                   | 1574.                                     | latinica                    |
| Antun Vramec                | Kronika vezda znovič spravljena kratka slovenskim jezikom po D. Antolu Pope Vramce kanoniku zagrebečkom                                       | Ljubljana                   | 1578.                                     | latinica                    |
| Antun Vramec                | Postilla po nedelne i po godovne dni na vse leto vezda znovič spravlena po Antonu Vramcu Svetoga pisma doktoru i cirkve varaždinske plebanušu |                             | 1586.                                     | latinica                    |
| Nikola Krajačević           | Molitvene knjižice vsem Hristuševem vernem slovenskoga jezika, pristojne i hasnovite                                                          |                             | 1640. (2. izdanje, 1. izdanje izgubljeno) | latinica                    |
| Juraj Ratkaj Velikotaborski | Kriposti Ferdinanda II. |                             | 1640.                                     | latinica                    |
| Ana Katarina Zrinski        | Putni tovaruš | Venecija, Ljubljana         | 1661., pretisak 1687. i 1715.             | latinica                    |
| Juraj Habdelić              | Zercalo Mariansko |                             | 1662.                                     | latinica                    |
| Juraj Habdelić              | Dictionar, ili reči slovenske zvekšega v kup zebrane, v red postavljene i dijačkemi zlahkotene                                                |                             | 1670.                                     | latinica                    |
| Juraj Habdelić              | Pervi otca našega Adama greh |                             | 1674.                                     | latinica                    |
| Ivan Belostenec             | Gazophylacium seu Latino-Illyricorum onomatum aerarium                                                                                        |                             | 1675. (rukopis), 1740. (tiskano)          | latinica                    |
| Juraj Mulih                 | Regule dvorjanstva Abecevica Posel apoštolski Škola Kristuševa Nebeska hrana Duhovna pisanica                                                 |                             | 1742. – 1754.                             |                             |
| Tituš Brezovački            | Sv. Aleksi Matijaš Grabancijaš dijak Diogeneš ili sluga dveh zgubljeneh bratov                                                                | Zagreb                      | 1804. – 1823.                             |                             |

### Primjeri
| » | Došlo na me pismo, Vu gizdavi Prelog, Preločkomu sodcu, Kaj moram iti, Junake loviti, V Čakovec dognati. (Međimurska narodna pjesma, 18. st.) | « |
|   | |   |

| » | V suncu je celo dvorišće, v senci šuma spi. Koga moje srce išće, toga jošće ni. Ne bojiš se ti kmice, znaš sim pute vse. Skoro buš mi dragal lice, mam buš tu, kaj ne? Težko bu ti, znam oditi, pak bu taki dan. - Zakaj mora pri nas ziti sunce tak zaran?! (Dragutin Domjanić) | « |
|   | |   |

## U novim medijima
Najranija upotreba kajkavskog narječja u filmu bila je u filmu Ciguli miguli iz 1952. godine.
Kronološki popis filmova i serija u kojima se koristi kajkavsko narječje:
- Ciguli miguli, 1952.
- Koncert, 1954.
- Svoga tela gospodar, 1957.
- Breza, 1967.
- Tko pjeva zlo ne misli, 1970.
- Mejaši (serija), 1970.
- Razmeđa, 1973.
- Gruntovčani (serija), 1975.
- Blagajnica hoće ići na more, 2000.
- Metastaze, 2009.

### Iz Wikizvora
- Aleksandar Belić: Kajkavski dijalekt Narodna enciklopedija srpsko-hrvatsko-slovenačka, Zagreb, [1926]-1929.

## Vanjske poveznice
|  | Wječnik ima rječničku natuknicu Kategorija:Kajkavština |

1. ↑  Narječje je skraćeno poznato kao kajkavština' ili kajkavica, a u samom se narječju naziva kajkavščina.